# Macho (Gruzja)
Macho – wieś w Gruzji, w Adżarii, w gminie Chelwaczauri. W 2014 roku liczyła 2479 mieszkańców.